# 이쿠히나촌
이쿠히나촌(生比奈村)은 도쿠시마현 가쓰우라군에 설치된 촌이다. 